# Жаксыгулов, Садык Шакелович
Садык Шакелович Жаксыгулов (1924—2009) — капитан Советской Армии, участник Великой Отечественной войны, Герой Советского Союза (1944).
у него есть 3 сына и 2 дочки.

## Биография
Родился 7 ноября 1924 года в ауле № 20 (ныне — Жангалинский район Западно-Казахстанской области Казахстана). Происходит из рода алаша племени байулы. Получил неполное среднее образование, после чего работал в колхозе.
В августе 1942 года был призван на службу в Рабоче-крестьянскую Красную Армию и направлен на фронт Великой Отечественной войны. К сентябрю 1943 года гвардии младший сержант Садык Жаксыгулов командовал миномётным расчётом 209-го гвардейского стрелкового полка 73-й гвардейской стрелковой дивизии 7-й гвардейской армии Степного фронта. Отличился во время битвы за Днепр.
Одним из первых в своём подразделении 25 сентября 1943 года переправился через Днепр в районе села Старый Орлик Кишинского района Полтавской области и принял активное участие в захвате плацдарма на его западном берегу, уничтожив около взвода немецких солдат и офицеров. 10 октября в бою у села Бородаевские Хутора того же района Жаксыгулов уничтожил вражеское штурмовое орудие.
Указом Президиума Верховного Совета СССР «О присвоении звания Героя Советского Союза офицерскому, сержантскому и рядовому составу Красной Армии» от 22 февраля 1944 года за «образцовое выполнение боевых заданий командования при форсировании реки Днепр, развитие боевых успехов на правом берегу реки и проявленные при этом отвагу и геройство» был удостоен высокого звания Героя Советского Союза с вручением ордена Ленина и медали «Золотая Звезда».
В августе 1944 года окончил курсы младших лейтенантов. В 1946 году в звании капитана он был уволен в запас. Вернулся на родину, работал в совхозе. В 1960 году окончил межобластную партийную школу при ЦК КП Казахской ССР, после чего находился на советской работе. Проживал в Каменке Уральской области Казахстана. Скончался 30 марта 2009 года, похоронен на родине.
Награды
Был также награждён орденами Отечественной войны 1-й степени (06.04.1985) и «Знак Почёта», рядом медалей, в том числе «За отвагу» (29.07.1943), «За боевые заслуги» (1943).

## Память
Бюст Садыка Жаксыгулова установлен в селе Таскала во дворе школы, носящей его имя.
Его именем также названа улица и микрорайон.